# Dvorecko
Dvorecko (německy Dworetzko) je osada, část obce Bohdaneč v okrese Kutná Hora. Nachází se asi 1,5 kilometru jižně od Bohdanče.
Dvorecko je také název katastrálního území o rozloze 0,94 km².

## Historie
První písemná zmínka o vesnici pochází z roku 1543.

## Pamětihodnosti
Nachází se zde památník ze druhé světové války patřící partyzánské skupině Zarevo.

## Galerie

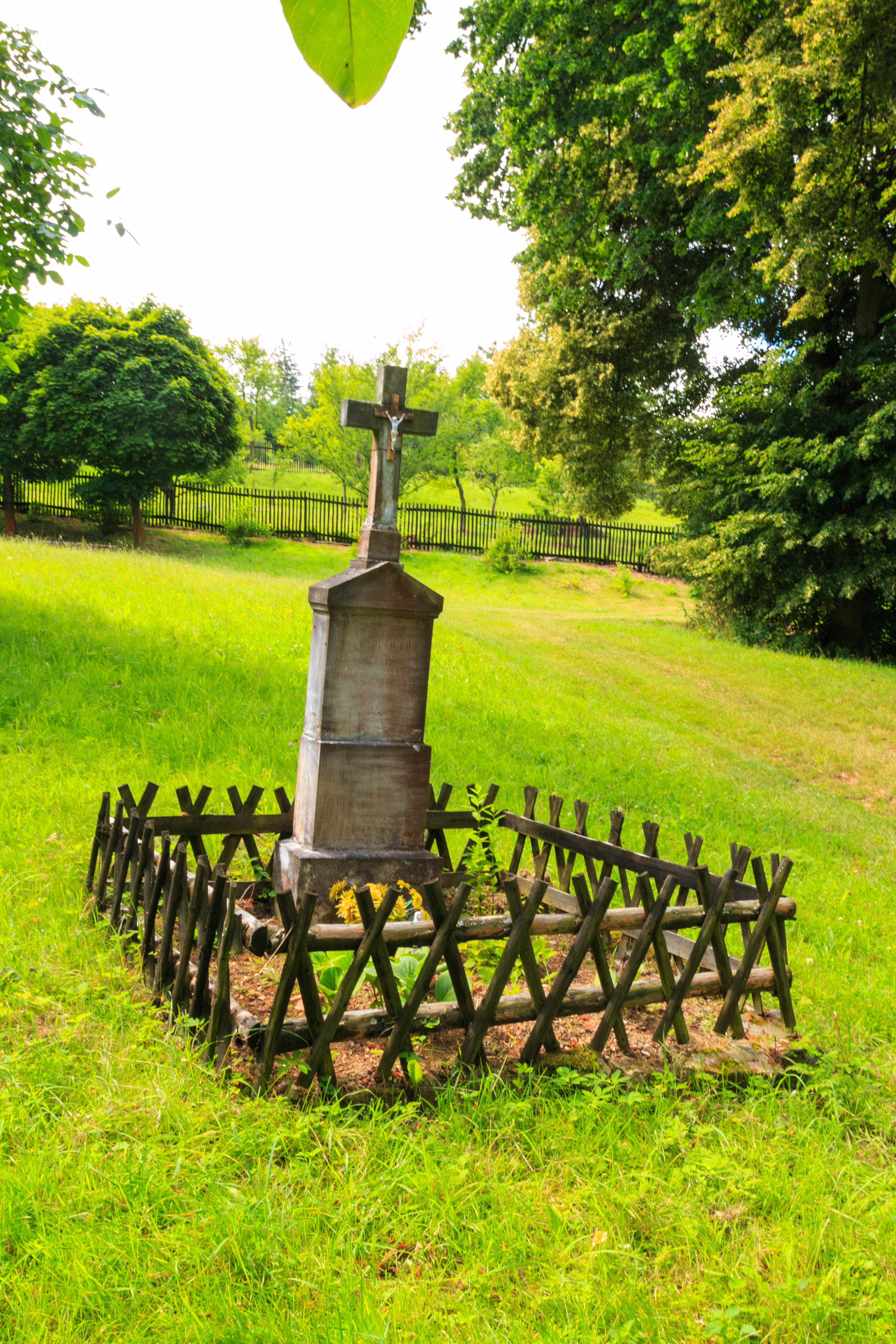
Křížek
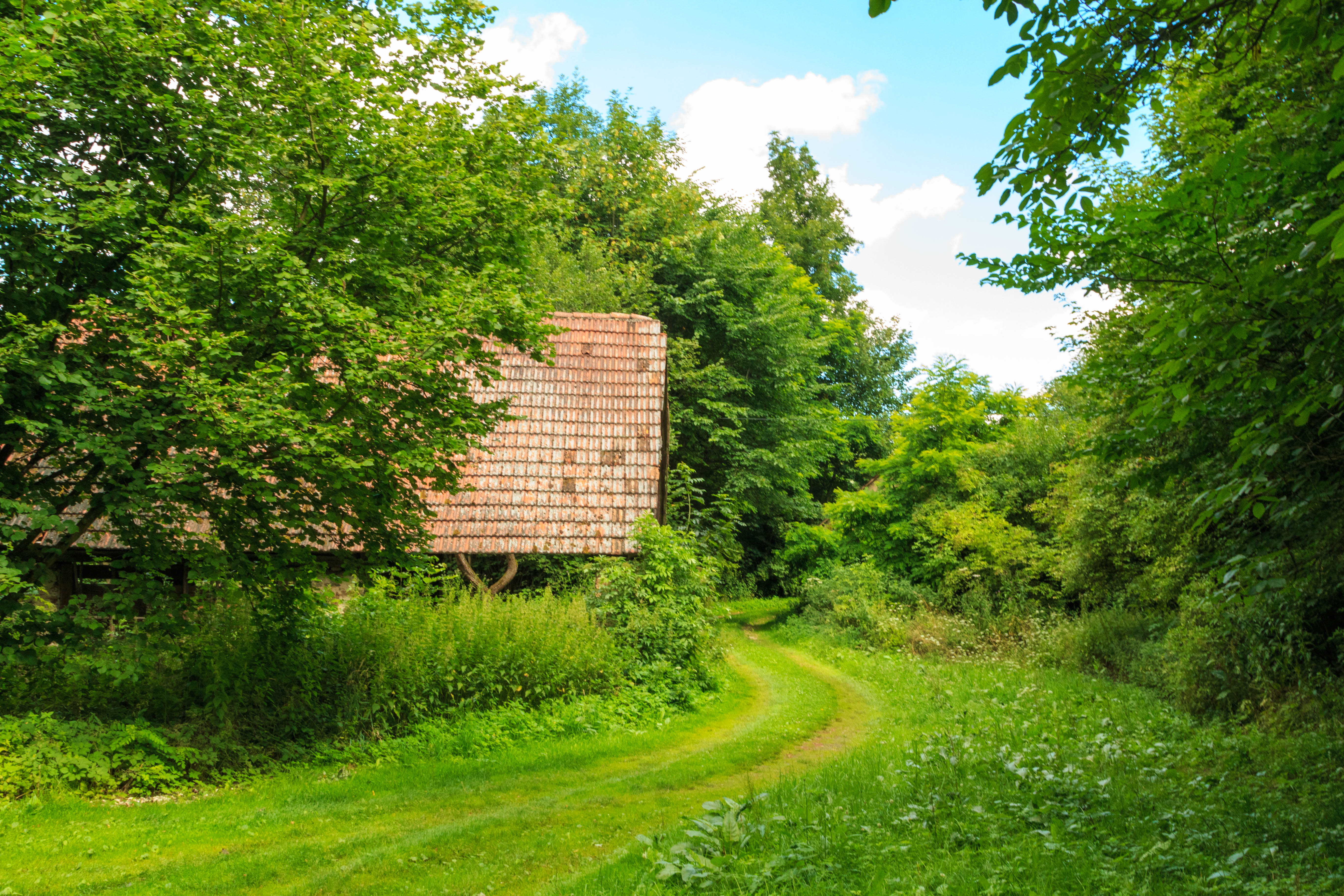
Dům čp. 1
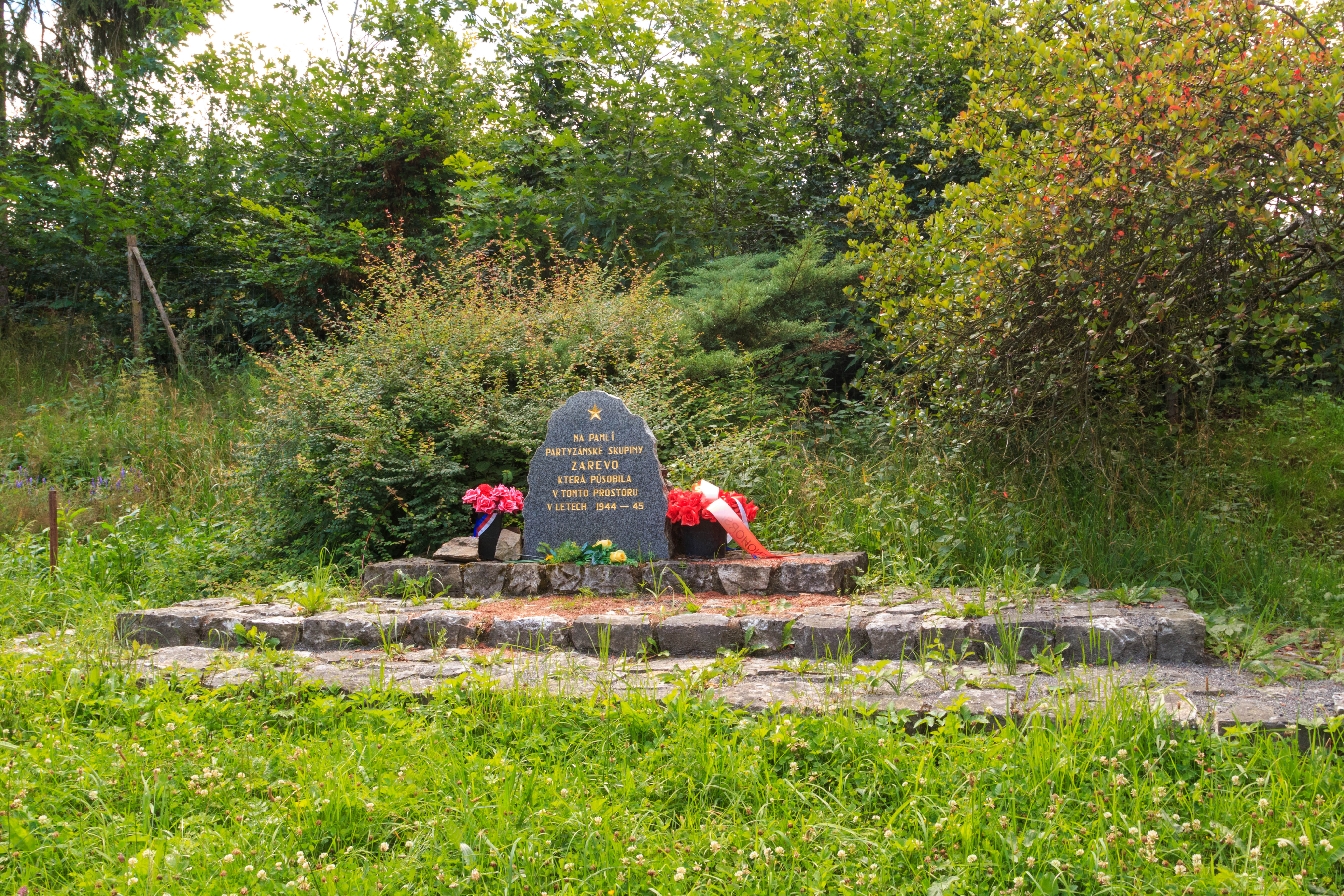
Pomník
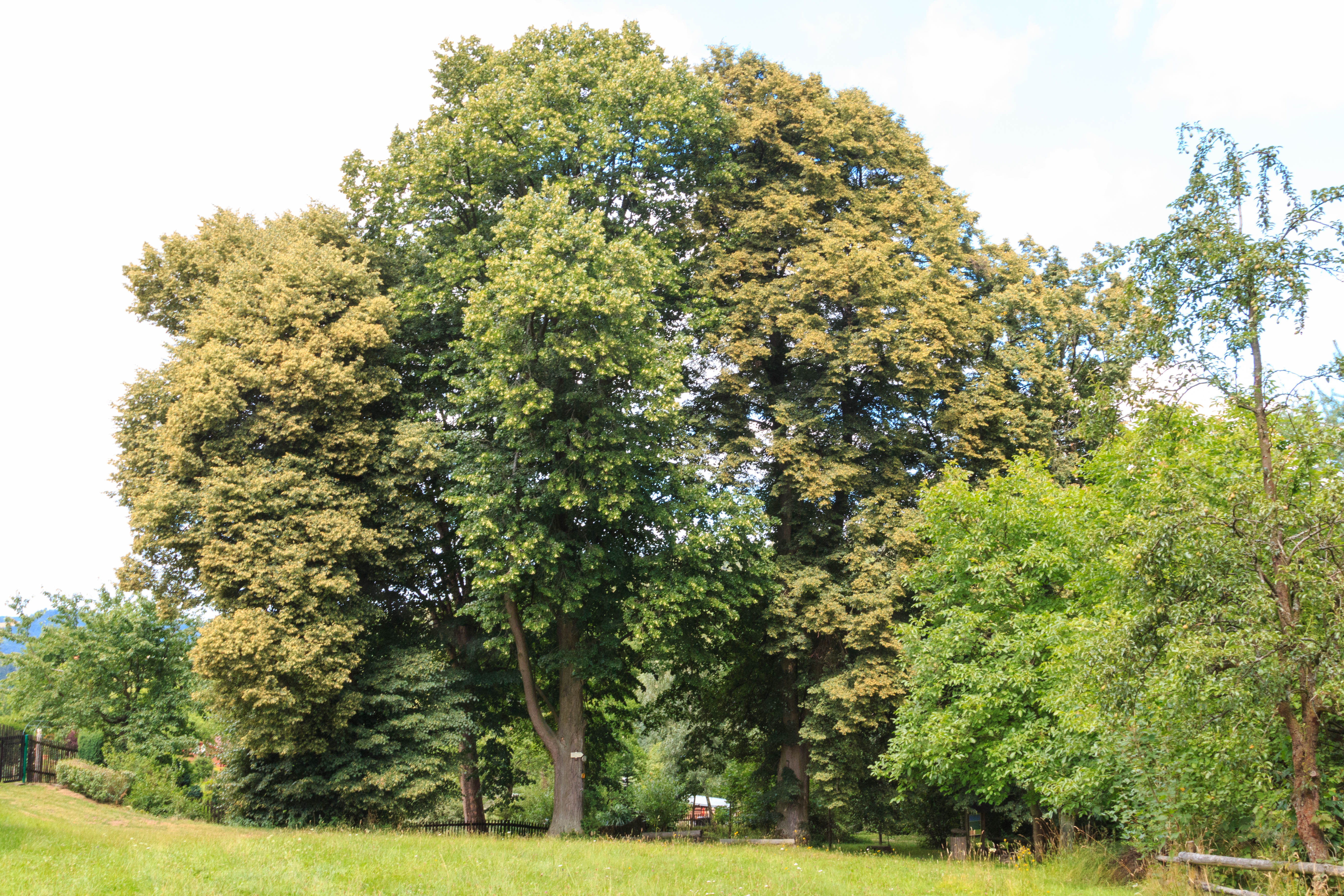
Památné lípy